# Tony Slydini
Quintino Marucci, más conocido como Tony Slydini, (Italia, 1 de septiembre de 1901-Estados Unidos, 15 de enero de 1991) fue un mago e ilusionista estadounidense. Era hijo de un mago amateur, por lo que desarrolló una gran pasión por ese arte desde temprana edad. Fue atraído especialmente por el aspecto psicológico de la magia, dedicándose a desarrollarse principalmente como un experto de la distracción.

## Biografía
La familia de Slydini se trasladó a Argentina cuando este era joven. Fue en ese país donde empezó a tomar en serio la magia como parte de su vida, y empezó a desarrollar la suya propia. Trabajó un tiempo en Sudamérica, pero se movió a Nueva York posteriormente durante la gran depresión; allí tuvo que trabajar en varios empleos, dificultándose su trabajo por su incapacidad de hablar inglés. Finalmente encontró trabajo en el Dime museum local.
Cuando viajó a Boston a visitar a su hermano, consiguió trabajo allí. Los contratos surgieron sucesivamente, de modo que Slydini permaneció allí 7 años, tras los cuales regresó a Nueva York lleno de éxito. Slydini es reconocido por cambiar la imagen de la magia de cerca que existía allí en la época: esta era usada únicamente como introducción a otros espectáculos. Slydini, por su parte, la utilizaba como acto principal, y consiguió fama en el arte que empezaba a popularizar. En 1945 realizó espectáculos en Nueva Orleans, donde además asistió a una convención mágica en el que, sin embargo, no tuvo mayor reconocimiento. Tony Slydini murió en 1991.